# Caspar Friedrich von Ramel
Caspar Friedrich von Ramel, auch von Rahmel (* 22. Mai 1727; † 5. Dezember 1795) war ein preußischer Landrat. Er stand von 1763 bis 1770 dem Kreis Belgard in Hinterpommern vor.
Er stammte aus der uradligen pommerschen Familie von Ramel. Sein Vater Ernst Alexander von Ramel (* 1698; † 1741) war Erbherr auf Bulgrin im Kreis Belgard und hatte das in der Familie erbliche Ehrenamt des Erbküchenmeisters von Hinterpommern inne; seine Mutter war Anna Maria von Kleist (* 1704). Er hatte drei jüngere Brüder und eine ebenfalls jüngere Schwester.
Ab etwa 1740 diente er in der Preußischen Armee, wo er zuletzt Kapitän in einem Infanterie-Regiment war. Aus gesundheitlichen Gründen nahm er seinen Abschied.
Im Jahre 1763 wurde er als Nachfolger von Ernst Friedrich von Podewils Landrat des Kreises Belgard. Doch wurde er 1770 durch König Friedrich II. seines Amtes enthoben, weil er als Landrat falsch über einen Hagelschaden abgerechnet hatte. Im Amt folgte ihm Friedrich Wilhelm von Winterfeld.
Caspar Friedrich von Ramel hatte nach dem Tod seines Vaters einen Anteil des Rittergutes Bulgrin, den sogenannten Niederhof, einen Anteil an dem Gut Ritzerow und den Titel des Erbküchenmeisters von Hinterpommern geerbt. 1764 erwarb er, im Tausch gegen seinen Anteil an Ritzerow, von seinem jüngeren Bruder Henning Christian von Ramel dessen Anteil an Bulgrin. Caspar Friedrich von Ramel besaß dann ganz Bulgrin, bis er es 1773 an Johann Joachim Gneomar von Kleist verkaufte. Mit dem Verkauf von Bulgrin verlor er auch den Titel des Erbküchenmeisters. Bereits 1766 hatte er das Gut Rabuhn im Kreis Fürstenthum erworben, das er bis zu seinem Tode besaß.
Caspar Friedrich von Ramel war seit 1771 in erster Ehe mit Ernestine Sophie Amalie von der Goltz (1723–1792) vermählt. Aus der Ehe ist der Sohn Georg Alexander von Ramel hervorgegangen. Als Witwer ging er eine zweite Ehe mit Louise Christiane, einer geborenen von Maltzahn (* 1738; † 1814) ein. Er hinterließ keine Erben und mit seinem Tode im Jahre 1795 dürfte die Familie von Ramel in Pommern erloschen sein; nur die schwedische freiherrliche Linie der Familie blüht bis heute.